# طواف بلجيكا 2023
2023 Baloise Belgium Tour (بالفرنسية: Tour de Belgique 2023) هو سباق دراجات هوائية، وهو الموسم الثاني والتسعين من طواف بلجيكا، وأقيم خلال الفترة من 14 يونيو 2023، وحتى 18 يونيو 2023.
فاز بالمركز الأول وفي ترتيب النقاط ماثيو فان دير بيل، وفاز بالمركز الثاني Søren Wærenskjold ‏، وفاز بالمركز الثالث كاسبر بيدرسين، وفاز في ترتيب النقاط للشباب Mathias Vacek ‏، وفاز في ترتيب الفرق تريك-سيغافريدو 2023 ‏.

## الفرق
| فرق عالمية (6)- Alpecin-Deceuninck - Astana Qazaqstan Team - Intermarché-Circus-Wanty - Soudal Quick-Step - Team DSM - Trek-Segafredo فرق برو (10)- بنجوال باوليز ساوكس دبليو بي ‏ - بولتون إكوتيز بلاك سبوك برو سايكلنج 2023 ‏ - فريق إيولو كوميت لركوب الدراجات 2023 ‏ - Human Powered Health - Israel-Premier Tech - Lotto Dstny - Team Solution Tech–Vini Fantini ‏ - سبورت فلاندرين بالويس ‏ - تيم نوفو نورديسك ‏ - أونو اكس برو سايكلنج تيم 2023 ‏ فرق قارية (4)- Baloise–Trek Lions ‏ - بيت سايكلنج 2023 ‏ - سوبرانو هام ايزوريكس 2023 ‏ - فولكر ويسيلز سيكلينج تيم 2023 ‏ فريق سايكلوكروس- باولس سوزين بينغوال ‏ |  |
| |  |

## المراحل
| قائمة المراحل | قائمة المراحل | قائمة المراحل                                   | قائمة المراحل         | قائمة المراحل | قائمة المراحل      | قائمة المراحل     |
| المرحلة       | التاريخ       | الدورة                                          |                       | المسافة (كم)  | الفائز بالمرحلة    | القائد العام      |
| ------------- | ------------- | ----------------------------------------------- | --------------------- | ------------- | ------------------ | ----------------- |
| المرحلة 1     | 14 يونيو      | Scherpenheuvel-Zichem ‏ – Scherpenheuvel-Zichem ‏ | مرحلة مستوية          | 164٫9         | جاسبر فيليبسين     | جاسبر فيليبسين    |
| المرحلة 2     | 15 يونيو      | Merelbeke ‏ – كنوكه- هايست                       | مرحلة مستوية          | 175٫7         | فابيو جاكوبسن      | فابيو جاكوبسن     |
| المرحلة 3     | 16 يونيو      | بيفيرن – بيفيرن                                 | مرحلة سباق الزمن فردي | 15٫2          | Søren Wærenskjold ‏ | ماثيو فان دير بيل |
| المرحلة 4     | 17 يونيو      | Durbuy ‏ – Durbuy ‏                               | مرحلة التلال          | 172٫6         | ماثيو فان دير بيل  | ماثيو فان دير بيل |
| المرحلة 5     | 18 يونيو      | مدينة بروكسل – مدينة بروكسل                     | مرحلة مستوية          | 194٫8         | فابيو جاكوبسن      | ماثيو فان دير بيل |

## النتيجة

### مرحلة 1
هي مرحلة مستوية، أقيمت في 14 يونيو 2023، وامتدّت لمسافة 164.9 كيلومتر. فاز بالمركز الأول، وتصدر ترتيب النقاط والترتيب العام في نهاية المرحلة جاسبر فيليبسين، وتصدر ترتيب الفرق فريق إيولو كوميت لركوب الدراجات 2023 ‏، وتصدر ترتيب النقاط للشباب Oded Kogut ‏.
| التصنيف العام         | التصنيف العام      | التصنيف العام             | التصنيف العام | التصنيف العام |
| العداء                | العداء             | الفريق                    | الوقت         |               |
| --------------------- | ------------------ | ------------------------- | ------------- | ------------- |
| 1                     | جاسبر فيليبسين     | Alpecin-Deceuninck        | 3 س 38 د 04 ث |               |
| 2                     | ماثيو فان دير بيل  | Alpecin-Deceuninck        | + 2 ث         |               |
| 3                     | فابيو جاكوبسن      | Soudal Quick-Step         | + 4 ث         |               |
| 4                     | كاسبر بيدرسين      | Soudal Quick-Step         | + 4 ث         |               |
| 5                     | تيموثي دوبونت      | سوبرانو هام ايزوريكس ‏     | + 6 ث         |               |
| 6                     | راسموس تيلر        | أونو اكس برو سايكلنج تيم ‏ | + 7 ث         |               |
| 7                     | جاسبر دي بويست     | Lotto Dstny               | + 9 ث         |               |
| 8                     | ألكسندر كريستوف    | أونو اكس برو سايكلنج تيم ‏ | + 10 ث        |               |
| 9                     | David Martin ‏      | إيولو كوميت ‏              | + 10 ث        |               |
| 10                    | Joris Nieuwenhuis ‏ | Baloise–Trek Lions ‏       | + 10 ث        |               |
|                       |                    |                           |               |               |
| مصدر: ProCyclingStats |                    |                           |               |               |

### مرحلة 2
هي مرحلة مستوية، أقيمت في 15 يونيو 2023، وامتدّت لمسافة 175.7 كيلومتر. فاز بالمركز الأول، وتصدر ترتيب النقاط والترتيب العام في نهاية المرحلة فابيو جاكوبسن، وتصدر ترتيب الفرق 2023 Soudal-Quick Step ‏، وتصدر ترتيب النقاط للشباب Mathias Vacek ‏.
| التصنيف العام         | التصنيف العام       | التصنيف العام             | التصنيف العام | التصنيف العام |
| العداء                | العداء              | الفريق                    | الوقت         |               |
| --------------------- | ------------------- | ------------------------- | ------------- | ------------- |
| 1                     | فابيو جاكوبسن       | Soudal Quick-Step         | 7 س 30 د 05 ث |               |
| 2                     | ماثيو فان دير بيل   | Alpecin-Deceuninck        | + 0 ث         |               |
| 3                     | جاسبر دي بويست      | Lotto Dstny               | + 7 ث         |               |
| 4                     | كاسبر بيدرسين       | Soudal Quick-Step         | + 10 ث        |               |
| 5                     | راسموس تيلر         | أونو اكس برو سايكلنج تيم ‏ | + 10 ث        |               |
| 6                     | تيموثي دوبونت       | سوبرانو هام ايزوريكس ‏     | + 12 ث        |               |
| 7                     | Mathias Vacek ‏      | تريك سيغافريدو            | + 13 ث        |               |
| 8                     | يفيس لامارت         | Soudal Quick-Step         | + 13 ث        |               |
| 9                     | Florian Vermeersch ‏ | Lotto Dstny               | + 15 ث        |               |
| 10                    | جاسبر ستوفين        | تريك سيغافريدو            | + 15 ث        |               |
|                       |                     |                           |               |               |
| مصدر: ProCyclingStats |                     |                           |               |               |

### مرحلة 3
هي مرحلة من نوع سباق زمن فردي، أقيمت في 16 يونيو 2023، وامتدّت لمسافة 15.2 كيلومتر. فاز بالمركز الأول Søren Wærenskjold ‏، وتصدر ترتيب النقاط للشباب Mathias Vacek ‏، وتصدر ترتيب النقاط فابيو جاكوبسن، وتصدر الترتيب العام في نهاية المرحلة ماثيو فان دير بيل، وتصدر ترتيب الفرق 2023 Soudal-Quick Step ‏.
| التصنيف العام         | التصنيف العام       | التصنيف العام             | التصنيف العام | التصنيف العام |
| العداء                | العداء              | الفريق                    | الوقت         |               |
| --------------------- | ------------------- | ------------------------- | ------------- | ------------- |
| 1                     | ماثيو فان دير بيل   | Alpecin-Deceuninck        | 7 س 47 د 29 ث |               |
| 2                     | Søren Wærenskjold ‏  | أونو اكس برو سايكلنج تيم ‏ | + 1 ث         |               |
| 3                     | يفيس لامارت         | Soudal Quick-Step         | + 10 ث        |               |
| 4                     | جاسبر ستوفين        | تريك سيغافريدو            | + 18 ث        |               |
| 5                     | كاسبر بيدرسين       | Soudal Quick-Step         | + 21 ث        |               |
| 6                     | راسموس تيلر         | أونو اكس برو سايكلنج تيم ‏ | + 29 ث        |               |
| 7                     | جاسبر دي بويست      | Lotto Dstny               | + 32 ث        |               |
| 8                     | Florian Vermeersch ‏ | Lotto Dstny               | + 34 ث        |               |
| 9                     | Mathias Vacek ‏      | تريك سيغافريدو            | + 34 ث        |               |
| 10                    | بن هيرمانز          | Israel-Premier Tech       | + 42 ث        |               |
|                       |                     |                           |               |               |
| مصدر: ProCyclingStats |                     |                           |               |               |

### مرحلة 4
هي مرحلة جبلية، أقيمت في 17 يونيو 2023، وامتدّت لمسافة 172.6 كيلومتر. فاز بالمركز الأول، وتصدر ترتيب النقاط والترتيب العام في نهاية المرحلة ماثيو فان دير بيل، وتصدر ترتيب الفرق تريك-سيغافريدو 2023 ‏، وتصدر ترتيب النقاط للشباب Mathias Vacek ‏.
| التصنيف العام         | التصنيف العام       | التصنيف العام             | التصنيف العام  | التصنيف العام |
| العداء                | العداء              | الفريق                    | الوقت          |               |
| --------------------- | ------------------- | ------------------------- | -------------- | ------------- |
| 1                     | ماثيو فان دير بيل   | Alpecin-Deceuninck        | 11 س 56 د 52 ث |               |
| 2                     | Søren Wærenskjold ‏  | أونو اكس برو سايكلنج تيم ‏ | + 40 ث         |               |
| 3                     | كاسبر بيدرسين       | Soudal Quick-Step         | + 53 ث         |               |
| 4                     | يفيس لامارت         | Soudal Quick-Step         | + 59 ث         |               |
| 5                     | جاسبر ستوفين        | تريك سيغافريدو            | + 1 د 10 ث     |               |
| 6                     | جاسبر دي بويست      | Lotto Dstny               | + 1 د 17 ث     |               |
| 7                     | Florian Vermeersch ‏ | Lotto Dstny               | + 1 د 25 ث     |               |
| 8                     | بن هيرمانز          | Israel-Premier Tech       | + 1 د 35 ث     |               |
| 9                     | Mathias Vacek ‏      | تريك سيغافريدو            | + 1 د 46 ث     |               |
| 10                    | توم سكوجين          | تريك سيغافريدو            | + 1 د 47 ث     |               |
|                       |                     |                           |                |               |
| مصدر: ProCyclingStats |                     |                           |                |               |

### مرحلة 5
هي مرحلة مستوية، أقيمت في 18 يونيو 2023، وامتدّت لمسافة 194.8 كيلومتر. فاز بالمركز الأول فابيو جاكوبسن، وتصدر الترتيب العام في نهاية المرحلة وترتيب النقاط ماثيو فان دير بيل، وتصدر ترتيب الفرق تريك-سيغافريدو 2023 ‏، وتصدر ترتيب النقاط للشباب Mathias Vacek ‏.

## المشاركون
| Soudal Quick-Step SOQ   | Soudal Quick-Step SOQ | Soudal Quick-Step SOQ |
| ----------------------- | --------------------- | --------------------- |
| م                       | عداء                  | مرتبة                 |
| 1                       | فابيو جاكوبسن (طريق)  | 54                    |
| 2                       | Tim Declercq ‏         | 22                    |
| 3                       | يفيس لامارت           | 4                     |
| 4                       | مايكل موركوف          | 69                    |
| 5                       | كاسبر بيدرسين         | 3                     |
| 6                       | Jannik Steimle ‏       | 77                    |
| 7                       | Stan Van Tricht ‏      | 31                    |
| مدير الرياضة: توم ستيلز |                       |                       |

| Alpecin-Deceuninck ADC             | Alpecin-Deceuninck ADC | Alpecin-Deceuninck ADC |
| ---------------------------------- | ---------------------- | ---------------------- |
| م                                  | عداء                   | مرتبة                  |
| 11                                 | ماثيو فان دير بيل      | 1                      |
| 12                                 | جاسبر فيليبسين         | 26                     |
| 13                                 | يجف دي بوندت           | 51                     |
| 14                                 | Senne Leysen ‏          | 85                     |
| 15                                 | Jonas Rickaert ‏        | 50                     |
| 16                                 | رامون سينكلدام         | 59                     |
| 17                                 | جياني فرميش            | 24                     |
| مدير الرياضة: Christoph Roodhooft ‏ |                        |                        |

| Trek-Segafredo TFS           | Trek-Segafredo TFS     | Trek-Segafredo TFS |
| ---------------------------- | ---------------------- | ------------------ |
| م                            | عداء                   | مرتبة              |
| 21                           | جاسبر ستوفين           | 5                  |
| 22                           | Thibau Nys ‏            | 53                 |
| 23                           | Emīls Liepiņš ‏ (طريق)  | 35                 |
| 24                           | توم سكوجين (زمني فردي) | 10                 |
| 25                           | Asbjørn Hellemose ‏     | لم يكمل السباق-5   |
| 26                           | Mathias Vacek ‏         | 9                  |
| 27                           | Otto Vergaerde ‏        | لم يكمل السباق-1   |
| مدير الرياضة: Markel Irizar ‏ |                        |                    |

| Intermarché-Circus-Wanty ICW | Intermarché-Circus-Wanty ICW | Intermarché-Circus-Wanty ICW |
| ---------------------------- | ---------------------------- | ---------------------------- |
| م                            | عداء                         | مرتبة                        |
| 31                           | جيربن تايسن ‏                 | 97                           |
| 32                           | ايمي دي جندت                 | 12                           |
| 33                           | هوغو بيج ‏                    | 19                           |
| 34                           | لورينزو روتا                 | 11                           |
| 35                           | Sven Erik Bystrøm ‏           | 32                           |
| 36                           | Boy van Poppel ‏              | 87                           |
| 37                           | لويك فليجن                   | 21                           |
| مدير الرياضة: فاليريو بيفا   |                              |                              |

| Lotto Dstny LTD            | Lotto Dstny LTD     | Lotto Dstny LTD |
| -------------------------- | ------------------- | --------------- |
| م                          | عداء                | مرتبة           |
| 41                         | كاليب إيوان         | 33              |
| 42                         | Jarrad Drizners ‏    | 107             |
| 43                         | فريدريك فريزون      | 44              |
| 44                         | سيباستيان غرينيار ‏  | 78              |
| 45                         | جاكوبو غوارنييري    | 61              |
| 46                         | جاسبر دي بويست      | 6               |
| 47                         | Florian Vermeersch ‏ | 7               |
| مدير الرياضة: نيكولاس مايس |                     |                 |

| Team DSM DSM             | Team DSM DSM      | Team DSM DSM |
| ------------------------ | ----------------- | ------------ |
| م                        | عداء              | مرتبة        |
| 51                       | جون ديجينكولب     | 46           |
| 52                       | NED               | OTL-1        |
| 53                       | الكسندر ادموندسون | 94           |
| 54                       | Nils Eekhoff ‏     | 88           |
| 55                       | Niklas Märkl ‏     | 28           |
| 56                       | Casper van Uden ‏  |              |
| 57                       | سام ويلسفورد      | 79           |
| مدير الرياضة: رودي كيما ‏ |                   |              |

| Astana Qazaqstan Team AST       | Astana Qazaqstan Team AST  | Astana Qazaqstan Team AST |
| ------------------------------- | -------------------------- | ------------------------- |
| م                               | عداء                       | مرتبة                     |
| 61                              | سيس بول                    | 74                        |
| 62                              | Yuriy Natarov ‏ (زمني فردي) |                           |
| 63                              | Nurbergen Nurlykhassym ‏    | 92                        |
| 64                              | كريستيان سكاروني ‏          | 66                        |
| 65                              | مانويل بوارو               | 122                       |
| 66                              | دافيدي مارتينيلي           | 101                       |
| 67                              | Gleb Syritsa ‏              | 86                        |
| مدير الرياضة: Bruno Cenghialta ‏ |                            |                           |

| Israel-Premier Tech IPT  | Israel-Premier Tech IPT | Israel-Premier Tech IPT |
| ------------------------ | ----------------------- | ----------------------- |
| م                        | عداء                    | مرتبة                   |
| 71                       | سيب فانمارك             | 73                      |
| 72                       | بن هيرمانز              | 8                       |
| 73                       | Jens Reynders ‏          | لم يكمل السباق-5        |
| 74                       | Oded Kogut ‏             | 48                      |
| 75                       | قاي ساقيف               | 89                      |
| 76                       | توم فان أسبروك          | 20                      |
| 77                       | Marco Frigo ‏            | 45                      |
| مدير الرياضة: ديرك ديمول |                         |                         |

| سبورت فلاندرين بالويس ‏ TFB    | سبورت فلاندرين بالويس ‏ TFB | سبورت فلاندرين بالويس ‏ TFB |
| ----------------------------- | -------------------------- | -------------------------- |
| م                             | عداء                       | مرتبة                      |
| 81                            | Jenno Berckmoes ‏           | 47                         |
| 82                            | Vito Braet ‏                | 25                         |
| 83                            | أليكس كولمان ‏              | 90                         |
| 84                            | Sander De Pestel ‏          | 14                         |
| 85                            | BEL                        | 43                         |
| 86                            | Aaron Van Poucke ‏          | 70                         |
| 87                            | Ward Vanhoof ‏              | 34                         |
| مدير الرياضة: والتر بلانكايرت |                            |                            |

| بنجوال باوليز ساوكس دبليو بي ‏ BWB       | بنجوال باوليز ساوكس دبليو بي ‏ BWB | بنجوال باوليز ساوكس دبليو بي ‏ BWB |
| --------------------------------------- | --------------------------------- | --------------------------------- |
| م                                       | عداء                              | مرتبة                             |
| 91                                      | Cériel Desal ‏                     | 40                                |
| 92                                      | Rémy Mertz ‏                       | 84                                |
| 93                                      | ماتيو مالوسيلي                    | 102                               |
| 94                                      | Ludovic Robeet ‏                   | 72                                |
| 95                                      | Luca Van Boven ‏                   | 49                                |
| 96                                      | Guillaume Van Keirsbulck ‏         | 81                                |
| 97                                      | Kenneth Van Rooy ‏                 | 41                                |
| مدير الرياضة: Jean-Denis Vandenbroucke ‏ |                                   |                                   |

| بلاك سبوك برو سايكلنج ‏ BEB             | بلاك سبوك برو سايكلنج ‏ BEB | بلاك سبوك برو سايكلنج ‏ BEB |
| -------------------------------------- | -------------------------- | -------------------------- |
| م                                      | عداء                       | مرتبة                      |
| 101                                    | ريان كريستنسن              | 42                         |
| 102                                    | Logan Currie ‏              | 36                         |
| 103                                    | James Fouché ‏              | 104                        |
| 104                                    | آرون جيت (زمني فردي)       | 75                         |
| 105                                    | أولي جونز ‏                 | 115                        |
| 106                                    | جاكوب سكوت ‏                | 56                         |
| 107                                    | روري تاونسند ‏ (طريق)       | 16                         |
| مدير الرياضة: Franky Van Haesebroucke ‏ |                            |                            |

| Team Solution Tech–Vini Fantini ‏ COR | Team Solution Tech–Vini Fantini ‏ COR | Team Solution Tech–Vini Fantini ‏ COR |
| ------------------------------------ | ------------------------------------ | ------------------------------------ |
| م                                    | عداء                                 | مرتبة                                |
| 111                                  | Stefano Gandin ‏                      | 112                                  |
| 112                                  | Charlie Quarterman ‏                  | 113                                  |
| 113                                  | Lorenzo Quartucci ‏                   | 95                                   |
| 114                                  | Jan Stöckli ‏                         | لم يكمل السباق-1                     |
| 115                                  | Etienne van Empel ‏                   | 120                                  |
| 116                                  | أتيليو فيفياني ‏                      | لم يكمل السباق-1                     |
| 117                                  | Samuele Zambelli ‏                    | 106                                  |
| مدير الرياضة: Serge Parsani ‏         |                                      |                                      |

| إيولو كوميت ‏ EOK              | إيولو كوميت ‏ EOK         | إيولو كوميت ‏ EOK |
| ----------------------------- | ------------------------ | ---------------- |
| م                             | عداء                     | مرتبة            |
| 121                           | فينتشنزو ألبانيز         | 27               |
| 122                           | Erik Fetter ‏ (زمني فردي) | 17               |
| 123                           | Giovanni Lonardi ‏        | 100              |
| 124                           | ميركو مايستري            | 58               |
| 125                           | David Martin ‏            | 67               |
| 126                           | Andrea Pietrobon ‏        | 109              |
| 127                           | ESP                      | 117              |
| مدير الرياضة: Giovanni Ellena‏ |                          |                  |

| Human Powered Health HPM   | Human Powered Health HPM | Human Powered Health HPM |
| -------------------------- | ------------------------ | ------------------------ |
| م                          | عداء                     | مرتبة                    |
| 131                        | سكوت ماكجيل ‏             | 83                       |
| 132                        | أوقست جنسن               | 105                      |
| 133                        | فيسل كرول ‏               | 80                       |
| 134                        | Bart Lemmen ‏             | 15                       |
| 135                        | Barnabás Peák ‏           | 111                      |
| 136                        | Gijs Van Hoecke ‏         | 52                       |
| 137                        | ماثيو جيبسون             | لم يكمل السباق-5         |
| مدير الرياضة: Luuc Bugter ‏ |                          |                          |

| تيم نوفو نورديسك ‏ TNN            | تيم نوفو نورديسك ‏ TNN              | تيم نوفو نورديسك ‏ TNN |
| -------------------------------- | ---------------------------------- | --------------------- |
| م                                | عداء                               | مرتبة                 |
| 141                              | Hamish Beadle ‏                     | 125                   |
| 142                              | Declan Irvine ‏                     | 118                   |
| 143                              | Matyáš Kopecký ‏                    | 98                    |
| 144                              | Péter Kusztor ‏                     | 62                    |
| 145                              | Andrea Peron (cyclist, born 1988) ‏ | 65                    |
| 146                              | Umberto Poli (cyclist) ‏            | 123                   |
| 147                              | Filippo Ridolfo ‏                   | 114                   |
| مدير الرياضة: Gennady Mikhaylov ‏ |                                    |                       |

| أونو-إكس موبيليتي ‏ UXT           | أونو-إكس موبيليتي ‏ UXT | أونو-إكس موبيليتي ‏ UXT |
| -------------------------------- | ---------------------- | ---------------------- |
| م                                | عداء                   | مرتبة                  |
| 151                              | ألكسندر كريستوف        | 37                     |
| 152                              | جوناس إبراهمسين ‏       | 18                     |
| 153                              | Stian Fredheim ‏        | 110                    |
| 154                              | William Blume Levy ‏    | 57                     |
| 155                              | Erik Resell ‏           | 23                     |
| 156                              | راسموس تيلر (طريق)     | 13                     |
| 157                              | Søren Wærenskjold ‏     | 2                      |
| مدير الرياضة: Gino Van Oudenhove‏ |                        |                        |

| Baloise–Trek Lions ‏ TBL | Baloise–Trek Lions ‏ TBL | Baloise–Trek Lions ‏ TBL |
| ----------------------- | ----------------------- | ----------------------- |
| م                       | عداء                    | مرتبة                   |
| 161                     | Dietmar Ledegen‏         | لم يبدأ-5               |
| 162                     | NED                     | لم يبدأ-5               |
| 163                     | Ward Huybs ‏             | لم يبدأ-5               |
| 164                     | Daan Mariën‏             | لم يبدأ-5               |
| 165                     | Joris Nieuwenhuis ‏      | لم يبدأ-5               |
| 166                     | Pim Ronhaar ‏            | لم يبدأ-5               |
| 167                     | Lars van der Haar ‏      | لم يبدأ-5               |

| باولس سوزين بينغوال ‏ PSB      | باولس سوزين بينغوال ‏ PSB | باولس سوزين بينغوال ‏ PSB |
| ----------------------------- | ------------------------ | ------------------------ |
| م                             | عداء                     | مرتبة                    |
| 171                           | Eli Iserbyt ‏             | لم يكمل السباق-1         |
| 172                           | Kay De Bruyckere‏         | 96                       |
| 173                           | Ryan Kamp ‏               | 64                       |
| 174                           | Yorben Lauryssen ‏        | 121                      |
| 175                           | Angelo Van Den Bossche‏   | لم يكمل السباق-1         |
| 176                           | Lukas Vanderlinden‏       | 124                      |
| 177                           | Michael Vanthourenhout ‏  | 93                       |
| مدير الرياضة: Robby Cobbaert ‏ |                          |                          |

| بيت سايكلنج ‏ BCY | بيت سايكلنج ‏ BCY  | بيت سايكلنج ‏ BCY |
| ---------------- | ----------------- | ---------------- |
| م                | عداء              | مرتبة            |
| 181              | Stijn Daemen ‏     | 55               |
| 182              | Gil D'Heygere ‏    | لم يبدأ-3        |
| 183              | Guillaume Visser‏  | 108              |
| 184              | Vincent Hoppezak ‏ | 103              |
| 185              | Lucas Janssen ‏    | 119              |
| 186              | Jochem Kerckhaert‏ | 30               |
| 187              | Emiel Vermeulen ‏  | 82               |

| سوبرانو هام ايزوريكس ‏ TIS | سوبرانو هام ايزوريكس ‏ TIS | سوبرانو هام ايزوريكس ‏ TIS |
| ------------------------- | ------------------------- | ------------------------- |
| م                         | عداء                      | مرتبة                     |
| 191                       | تيموثي دوبونت             | 38                        |
| 192                       | Maxime De Poorter ‏        | 99                        |
| 193                       | Jonas Geens ‏              | 29                        |
| 194                       | Andreas Goeman‏            | 39                        |
| 195                       | جياني مارشان              | 91                        |
| 196                       | Thomas Joseph ‏            | 63                        |
| 197                       | BEL                       | 116                       |

| فولكر ويسيلز سيلينج تيم ‏ VWE | فولكر ويسيلز سيلينج تيم ‏ VWE | فولكر ويسيلز سيلينج تيم ‏ VWE |
| ---------------------------- | ---------------------------- | ---------------------------- |
| م                            | عداء                         | مرتبة                        |
| 201                          | GBR                          | لم يكمل السباق-4             |
| 202                          | تيمو دي جونغ ‏                | 60                           |
| 203                          | NED                          | 76                           |
| 204                          | بيرت جان يندمان              | لم يكمل السباق-5             |
| 205                          | Peter Schulting ‏             | لم يبدأ-5                    |
| 206                          | Daan van Sintmaartensdijk ‏   | لم يكمل السباق-4             |
| 207                          | Thimo Willems ‏               | 71                           |
| مدير الرياضة: Tim Lacroix‏    |                              |                              |

| Soudal Quick-Step SOQ   | Soudal Quick-Step SOQ | Soudal Quick-Step SOQ |
| ----------------------- | --------------------- | --------------------- |
| م                       | عداء                  | مرتبة                 |
| 1                       | فابيو جاكوبسن (طريق)  | 54                    |
| 2                       | Tim Declercq ‏         | 22                    |
| 3                       | يفيس لامارت           | 4                     |
| 4                       | مايكل موركوف          | 69                    |
| 5                       | كاسبر بيدرسين         | 3                     |
| 6                       | Jannik Steimle ‏       | 77                    |
| 7                       | Stan Van Tricht ‏      | 31                    |
| مدير الرياضة: توم ستيلز |                       |                       |

| Alpecin-Deceuninck ADC             | Alpecin-Deceuninck ADC | Alpecin-Deceuninck ADC |
| ---------------------------------- | ---------------------- | ---------------------- |
| م                                  | عداء                   | مرتبة                  |
| 11                                 | ماثيو فان دير بيل      | 1                      |
| 12                                 | جاسبر فيليبسين         | 26                     |
| 13                                 | يجف دي بوندت           | 51                     |
| 14                                 | Senne Leysen ‏          | 85                     |
| 15                                 | Jonas Rickaert ‏        | 50                     |
| 16                                 | رامون سينكلدام         | 59                     |
| 17                                 | جياني فرميش            | 24                     |
| مدير الرياضة: Christoph Roodhooft ‏ |                        |                        |

| Trek-Segafredo TFS           | Trek-Segafredo TFS     | Trek-Segafredo TFS |
| ---------------------------- | ---------------------- | ------------------ |
| م                            | عداء                   | مرتبة              |
| 21                           | جاسبر ستوفين           | 5                  |
| 22                           | Thibau Nys ‏            | 53                 |
| 23                           | Emīls Liepiņš ‏ (طريق)  | 35                 |
| 24                           | توم سكوجين (زمني فردي) | 10                 |
| 25                           | Asbjørn Hellemose ‏     | لم يكمل السباق-5   |
| 26                           | Mathias Vacek ‏         | 9                  |
| 27                           | Otto Vergaerde ‏        | لم يكمل السباق-1   |
| مدير الرياضة: Markel Irizar ‏ |                        |                    |

| Intermarché-Circus-Wanty ICW | Intermarché-Circus-Wanty ICW | Intermarché-Circus-Wanty ICW |
| ---------------------------- | ---------------------------- | ---------------------------- |
| م                            | عداء                         | مرتبة                        |
| 31                           | جيربن تايسن ‏                 | 97                           |
| 32                           | ايمي دي جندت                 | 12                           |
| 33                           | هوغو بيج ‏                    | 19                           |
| 34                           | لورينزو روتا                 | 11                           |
| 35                           | Sven Erik Bystrøm ‏           | 32                           |
| 36                           | Boy van Poppel ‏              | 87                           |
| 37                           | لويك فليجن                   | 21                           |
| مدير الرياضة: فاليريو بيفا   |                              |                              |

| Lotto Dstny LTD            | Lotto Dstny LTD     | Lotto Dstny LTD |
| -------------------------- | ------------------- | --------------- |
| م                          | عداء                | مرتبة           |
| 41                         | كاليب إيوان         | 33              |
| 42                         | Jarrad Drizners ‏    | 107             |
| 43                         | فريدريك فريزون      | 44              |
| 44                         | سيباستيان غرينيار ‏  | 78              |
| 45                         | جاكوبو غوارنييري    | 61              |
| 46                         | جاسبر دي بويست      | 6               |
| 47                         | Florian Vermeersch ‏ | 7               |
| مدير الرياضة: نيكولاس مايس |                     |                 |

| Team DSM DSM             | Team DSM DSM      | Team DSM DSM |
| ------------------------ | ----------------- | ------------ |
| م                        | عداء              | مرتبة        |
| 51                       | جون ديجينكولب     | 46           |
| 52                       | NED               | OTL-1        |
| 53                       | الكسندر ادموندسون | 94           |
| 54                       | Nils Eekhoff ‏     | 88           |
| 55                       | Niklas Märkl ‏     | 28           |
| 56                       | Casper van Uden ‏  |              |
| 57                       | سام ويلسفورد      | 79           |
| مدير الرياضة: رودي كيما ‏ |                   |              |

| Astana Qazaqstan Team AST       | Astana Qazaqstan Team AST  | Astana Qazaqstan Team AST |
| ------------------------------- | -------------------------- | ------------------------- |
| م                               | عداء                       | مرتبة                     |
| 61                              | سيس بول                    | 74                        |
| 62                              | Yuriy Natarov ‏ (زمني فردي) |                           |
| 63                              | Nurbergen Nurlykhassym ‏    | 92                        |
| 64                              | كريستيان سكاروني ‏          | 66                        |
| 65                              | مانويل بوارو               | 122                       |
| 66                              | دافيدي مارتينيلي           | 101                       |
| 67                              | Gleb Syritsa ‏              | 86                        |
| مدير الرياضة: Bruno Cenghialta ‏ |                            |                           |

| Israel-Premier Tech IPT  | Israel-Premier Tech IPT | Israel-Premier Tech IPT |
| ------------------------ | ----------------------- | ----------------------- |
| م                        | عداء                    | مرتبة                   |
| 71                       | سيب فانمارك             | 73                      |
| 72                       | بن هيرمانز              | 8                       |
| 73                       | Jens Reynders ‏          | لم يكمل السباق-5        |
| 74                       | Oded Kogut ‏             | 48                      |
| 75                       | قاي ساقيف               | 89                      |
| 76                       | توم فان أسبروك          | 20                      |
| 77                       | Marco Frigo ‏            | 45                      |
| مدير الرياضة: ديرك ديمول |                         |                         |

| سبورت فلاندرين بالويس ‏ TFB    | سبورت فلاندرين بالويس ‏ TFB | سبورت فلاندرين بالويس ‏ TFB |
| ----------------------------- | -------------------------- | -------------------------- |
| م                             | عداء                       | مرتبة                      |
| 81                            | Jenno Berckmoes ‏           | 47                         |
| 82                            | Vito Braet ‏                | 25                         |
| 83                            | أليكس كولمان ‏              | 90                         |
| 84                            | Sander De Pestel ‏          | 14                         |
| 85                            | BEL                        | 43                         |
| 86                            | Aaron Van Poucke ‏          | 70                         |
| 87                            | Ward Vanhoof ‏              | 34                         |
| مدير الرياضة: والتر بلانكايرت |                            |                            |

| بنجوال باوليز ساوكس دبليو بي ‏ BWB       | بنجوال باوليز ساوكس دبليو بي ‏ BWB | بنجوال باوليز ساوكس دبليو بي ‏ BWB |
| --------------------------------------- | --------------------------------- | --------------------------------- |
| م                                       | عداء                              | مرتبة                             |
| 91                                      | Cériel Desal ‏                     | 40                                |
| 92                                      | Rémy Mertz ‏                       | 84                                |
| 93                                      | ماتيو مالوسيلي                    | 102                               |
| 94                                      | Ludovic Robeet ‏                   | 72                                |
| 95                                      | Luca Van Boven ‏                   | 49                                |
| 96                                      | Guillaume Van Keirsbulck ‏         | 81                                |
| 97                                      | Kenneth Van Rooy ‏                 | 41                                |
| مدير الرياضة: Jean-Denis Vandenbroucke ‏ |                                   |                                   |

| بلاك سبوك برو سايكلنج ‏ BEB             | بلاك سبوك برو سايكلنج ‏ BEB | بلاك سبوك برو سايكلنج ‏ BEB |
| -------------------------------------- | -------------------------- | -------------------------- |
| م                                      | عداء                       | مرتبة                      |
| 101                                    | ريان كريستنسن              | 42                         |
| 102                                    | Logan Currie ‏              | 36                         |
| 103                                    | James Fouché ‏              | 104                        |
| 104                                    | آرون جيت (زمني فردي)       | 75                         |
| 105                                    | أولي جونز ‏                 | 115                        |
| 106                                    | جاكوب سكوت ‏                | 56                         |
| 107                                    | روري تاونسند ‏ (طريق)       | 16                         |
| مدير الرياضة: Franky Van Haesebroucke ‏ |                            |                            |

| Team Solution Tech–Vini Fantini ‏ COR | Team Solution Tech–Vini Fantini ‏ COR | Team Solution Tech–Vini Fantini ‏ COR |
| ------------------------------------ | ------------------------------------ | ------------------------------------ |
| م                                    | عداء                                 | مرتبة                                |
| 111                                  | Stefano Gandin ‏                      | 112                                  |
| 112                                  | Charlie Quarterman ‏                  | 113                                  |
| 113                                  | Lorenzo Quartucci ‏                   | 95                                   |
| 114                                  | Jan Stöckli ‏                         | لم يكمل السباق-1                     |
| 115                                  | Etienne van Empel ‏                   | 120                                  |
| 116                                  | أتيليو فيفياني ‏                      | لم يكمل السباق-1                     |
| 117                                  | Samuele Zambelli ‏                    | 106                                  |
| مدير الرياضة: Serge Parsani ‏         |                                      |                                      |

| إيولو كوميت ‏ EOK              | إيولو كوميت ‏ EOK         | إيولو كوميت ‏ EOK |
| ----------------------------- | ------------------------ | ---------------- |
| م                             | عداء                     | مرتبة            |
| 121                           | فينتشنزو ألبانيز         | 27               |
| 122                           | Erik Fetter ‏ (زمني فردي) | 17               |
| 123                           | Giovanni Lonardi ‏        | 100              |
| 124                           | ميركو مايستري            | 58               |
| 125                           | David Martin ‏            | 67               |
| 126                           | Andrea Pietrobon ‏        | 109              |
| 127                           | ESP                      | 117              |
| مدير الرياضة: Giovanni Ellena‏ |                          |                  |

| Human Powered Health HPM   | Human Powered Health HPM | Human Powered Health HPM |
| -------------------------- | ------------------------ | ------------------------ |
| م                          | عداء                     | مرتبة                    |
| 131                        | سكوت ماكجيل ‏             | 83                       |
| 132                        | أوقست جنسن               | 105                      |
| 133                        | فيسل كرول ‏               | 80                       |
| 134                        | Bart Lemmen ‏             | 15                       |
| 135                        | Barnabás Peák ‏           | 111                      |
| 136                        | Gijs Van Hoecke ‏         | 52                       |
| 137                        | ماثيو جيبسون             | لم يكمل السباق-5         |
| مدير الرياضة: Luuc Bugter ‏ |                          |                          |

| تيم نوفو نورديسك ‏ TNN            | تيم نوفو نورديسك ‏ TNN              | تيم نوفو نورديسك ‏ TNN |
| -------------------------------- | ---------------------------------- | --------------------- |
| م                                | عداء                               | مرتبة                 |
| 141                              | Hamish Beadle ‏                     | 125                   |
| 142                              | Declan Irvine ‏                     | 118                   |
| 143                              | Matyáš Kopecký ‏                    | 98                    |
| 144                              | Péter Kusztor ‏                     | 62                    |
| 145                              | Andrea Peron (cyclist, born 1988) ‏ | 65                    |
| 146                              | Umberto Poli (cyclist) ‏            | 123                   |
| 147                              | Filippo Ridolfo ‏                   | 114                   |
| مدير الرياضة: Gennady Mikhaylov ‏ |                                    |                       |

| أونو-إكس موبيليتي ‏ UXT           | أونو-إكس موبيليتي ‏ UXT | أونو-إكس موبيليتي ‏ UXT |
| -------------------------------- | ---------------------- | ---------------------- |
| م                                | عداء                   | مرتبة                  |
| 151                              | ألكسندر كريستوف        | 37                     |
| 152                              | جوناس إبراهمسين ‏       | 18                     |
| 153                              | Stian Fredheim ‏        | 110                    |
| 154                              | William Blume Levy ‏    | 57                     |
| 155                              | Erik Resell ‏           | 23                     |
| 156                              | راسموس تيلر (طريق)     | 13                     |
| 157                              | Søren Wærenskjold ‏     | 2                      |
| مدير الرياضة: Gino Van Oudenhove‏ |                        |                        |

| Baloise–Trek Lions ‏ TBL | Baloise–Trek Lions ‏ TBL | Baloise–Trek Lions ‏ TBL |
| ----------------------- | ----------------------- | ----------------------- |
| م                       | عداء                    | مرتبة                   |
| 161                     | Dietmar Ledegen‏         | لم يبدأ-5               |
| 162                     | NED                     | لم يبدأ-5               |
| 163                     | Ward Huybs ‏             | لم يبدأ-5               |
| 164                     | Daan Mariën‏             | لم يبدأ-5               |
| 165                     | Joris Nieuwenhuis ‏      | لم يبدأ-5               |
| 166                     | Pim Ronhaar ‏            | لم يبدأ-5               |
| 167                     | Lars van der Haar ‏      | لم يبدأ-5               |

| باولس سوزين بينغوال ‏ PSB      | باولس سوزين بينغوال ‏ PSB | باولس سوزين بينغوال ‏ PSB |
| ----------------------------- | ------------------------ | ------------------------ |
| م                             | عداء                     | مرتبة                    |
| 171                           | Eli Iserbyt ‏             | لم يكمل السباق-1         |
| 172                           | Kay De Bruyckere‏         | 96                       |
| 173                           | Ryan Kamp ‏               | 64                       |
| 174                           | Yorben Lauryssen ‏        | 121                      |
| 175                           | Angelo Van Den Bossche‏   | لم يكمل السباق-1         |
| 176                           | Lukas Vanderlinden‏       | 124                      |
| 177                           | Michael Vanthourenhout ‏  | 93                       |
| مدير الرياضة: Robby Cobbaert ‏ |                          |                          |

| بيت سايكلنج ‏ BCY | بيت سايكلنج ‏ BCY  | بيت سايكلنج ‏ BCY |
| ---------------- | ----------------- | ---------------- |
| م                | عداء              | مرتبة            |
| 181              | Stijn Daemen ‏     | 55               |
| 182              | Gil D'Heygere ‏    | لم يبدأ-3        |
| 183              | Guillaume Visser‏  | 108              |
| 184              | Vincent Hoppezak ‏ | 103              |
| 185              | Lucas Janssen ‏    | 119              |
| 186              | Jochem Kerckhaert‏ | 30               |
| 187              | Emiel Vermeulen ‏  | 82               |

| سوبرانو هام ايزوريكس ‏ TIS | سوبرانو هام ايزوريكس ‏ TIS | سوبرانو هام ايزوريكس ‏ TIS |
| ------------------------- | ------------------------- | ------------------------- |
| م                         | عداء                      | مرتبة                     |
| 191                       | تيموثي دوبونت             | 38                        |
| 192                       | Maxime De Poorter ‏        | 99                        |
| 193                       | Jonas Geens ‏              | 29                        |
| 194                       | Andreas Goeman‏            | 39                        |
| 195                       | جياني مارشان              | 91                        |
| 196                       | Thomas Joseph ‏            | 63                        |
| 197                       | BEL                       | 116                       |

| فولكر ويسيلز سيلينج تيم ‏ VWE | فولكر ويسيلز سيلينج تيم ‏ VWE | فولكر ويسيلز سيلينج تيم ‏ VWE |
| ---------------------------- | ---------------------------- | ---------------------------- |
| م                            | عداء                         | مرتبة                        |
| 201                          | GBR                          | لم يكمل السباق-4             |
| 202                          | تيمو دي جونغ ‏                | 60                           |
| 203                          | NED                          | 76                           |
| 204                          | بيرت جان يندمان              | لم يكمل السباق-5             |
| 205                          | Peter Schulting ‏             | لم يبدأ-5                    |
| 206                          | Daan van Sintmaartensdijk ‏   | لم يكمل السباق-4             |
| 207                          | Thimo Willems ‏               | 71                           |
| مدير الرياضة: Tim Lacroix‏    |                              |                              |

## التصنيف العام النهائي
| التصنيف العام         | التصنيف العام       | التصنيف العام             | التصنيف العام  | التصنيف العام |
| العداء                | العداء              | الفريق                    | الوقت          |               |
| --------------------- | ------------------- | ------------------------- | -------------- | ------------- |
| 1                     | ماثيو فان دير بيل   | Alpecin-Deceuninck        | 16 س 09 د 30 ث |               |
| 2                     | Søren Wærenskjold ‏  | أونو اكس برو سايكلنج تيم ‏ | + 40 ث         |               |
| 3                     | كاسبر بيدرسين       | Soudal Quick-Step         | + 53 ث         |               |
| 4                     | يفيس لامارت         | Soudal Quick-Step         | + 59 ث         |               |
| 5                     | جاسبر ستوفين        | تريك سيغافريدو            | + 1 د 10 ث     |               |
| 6                     | جاسبر دي بويست      | Lotto Dstny               | + 1 د 17 ث     |               |
| 7                     | Florian Vermeersch ‏ | Lotto Dstny               | + 1 د 25 ث     |               |
| 8                     | بن هيرمانز          | Israel-Premier Tech       | + 1 د 35 ث     |               |
| 9                     | Mathias Vacek ‏      | تريك سيغافريدو            | + 1 د 44 ث     |               |
| 10                    | توم سكوجين          | تريك سيغافريدو            | + 1 د 46 ث     |               |
|                       |                     |                           |                |               |
| مصدر: ProCyclingStats |                     |                           |                |               |

### تصنيف النقاط
| تصنيف النقاط          | تصنيف النقاط       | تصنيف النقاط              | تصنيف النقاط | تصنيف النقاط |
| العداء                | العداء             | الفريق                    | النقاط       |              |
| --------------------- | ------------------ | ------------------------- | ------------ | ------------ |
| 1                     | ماثيو فان دير بيل  | Alpecin-Deceuninck        | 94 نقطة      |              |
| 2                     | فابيو جاكوبسن      | Soudal Quick-Step         | 85 نقطة      |              |
| 3                     | Søren Wærenskjold ‏ | أونو اكس برو سايكلنج تيم ‏ | 56 نقطة      |              |
| 4                     | جاسبر فيليبسين     | Alpecin-Deceuninck        | 55 نقطة      |              |
| 5                     | ألكسندر كريستوف    | أونو اكس برو سايكلنج تيم ‏ | 55 نقطة      |              |
| 6                     | Thibau Nys ‏        | تريك سيغافريدو            | 47 نقطة      |              |
| 7                     | جاسبر دي بويست     | Lotto Dstny               | 39 نقطة      |              |
| 8                     | Oded Kogut ‏        | Israel-Premier Tech       | 37 نقطة      |              |
| 9                     | كاسبر بيدرسين      | Soudal Quick-Step         | 30 نقطة      |              |
| 10                    | يفيس لامارت        | Soudal Quick-Step         | 30 نقطة      |              |
|                       |                    |                           |              |              |
| مصدر: ProCyclingStats |                    |                           |              |              |

## تصنيف الفرق

### الفرق حسب الوقت
| تصنيف الفرق حسب الوقت | تصنيف الفرق حسب الوقت                     | تصنيف الفرق حسب الوقت | تصنيف الفرق حسب الوقت |
| الفريق                | الفريق                                    | الوقت                 |                       |
| --------------------- | ----------------------------------------- | --------------------- | --------------------- |
| 1                     | Trek-Segafredo                            | 48 س 32 د 42 ث        |                       |
| 2                     | Soudal Quick-Step                         | + 35 ث                |                       |
| 3                     | أونو اكس برو سايكلنج تيم 2023 ‏            | + 1 د 54 ث            |                       |
| 4                     | Intermarché-Circus-Wanty                  | + 3 د 11 ث            |                       |
| 5                     | Alpecin-Deceuninck                        | + 3 د 21 ث            |                       |
| 6                     | Israel-Premier Tech                       | + 5 د 07 ث            |                       |
| 7                     | سبورت فلاندرين بالويس ‏                    | + 5 د 31 ث            |                       |
| 8                     | Lotto Dstny                               | + 6 د 25 ث            |                       |
| 9                     | فريق إيولو كوميت لركوب الدراجات 2023 ‏     | + 6 د 51 ث            |                       |
| 10                    | بولتون إكوتيز بلاك سبوك برو سايكلنج 2023 ‏ | + 17 د 34 ث           |                       |
|                       |                                           |                       |                       |
| مصدر: ProCyclingStats |                                           |                       |                       |

## تصانيف فرعية

### تصنيف أفضل شاب
| تصنيف أفضل شاب        | تصنيف أفضل شاب      | تصنيف أفضل شاب            | تصنيف أفضل شاب | تصنيف أفضل شاب |
| العداء                | العداء              | الفريق                    | الوقت          |                |
| --------------------- | ------------------- | ------------------------- | -------------- | -------------- |
| 1                     | Mathias Vacek ‏      | تريك سيغافريدو            | 16 س 11 د 14 ث |                |
| 2                     | هوغو بيج ‏           | Intermarché-Circus-Wanty  | + 1 د 50 ث     |                |
| 3                     | Logan Currie ‏       | بلاك سبوك برو سايكلنج ‏    | + 13 د 51 ث    |                |
| 4                     | Jenno Berckmoes ‏    | سبورت فلاندرين بالويس ‏    | + 17 د 46 ث    |                |
| 5                     | Oded Kogut ‏         | Israel-Premier Tech       | + 17 د 55 ث    |                |
| 6                     | Thibau Nys ‏         | تريك سيغافريدو            | + 18 د 27 ث    |                |
| 7                     | William Blume Levy ‏ | أونو اكس برو سايكلنج تيم ‏ | + 19 د 35 ث    |                |
| 8                     | Casper van Uden ‏    | Team DSM                  | + 27 د 19 ث    |                |
| 9                     | Kay De Bruyckere ‏   | باولس سوزين بينغوال ‏      | + 33 د 58 ث    |                |
| 10                    | Matyáš Kopecký ‏     | تيم نوفو نورديسك ‏         | + 35 د 06 ث    |                |
|                       |                     |                           |                |                |
| مصدر: ProCyclingStats |                     |                           |                |                |

## وصلات خارجية
- الموقع الرسمي
- لمحة عن سباق طواف بلجيكا 2023 على موقع  ProCyclingStats   (برو  سايكلنج  ستاتس) - إحصاءات  محترفي  الدراجات.
- طواف بلجيكا 2023 على موقع إحصائيات الدراجات الإحترافية (الإنجليزية)